# Rune Carlsson
Rune Carlsson (født 1. oktober 1909, død 14. september 1943) var en svensk fodboldspiller (midtbane).
Carlsson spillede på klubplan for IFK Eskilstuna i hjemlandet. Han nåede desuden syv kampe for Sveriges landshold, og repræsenterede sit land ved VM 1934 i Italien.